# Sugar, Sugar
"Sugar, Sugar" é um canção do The Archies lançado em julho de 1969. Alcançou o 1° lugar da UK Singles Chart em outubro daquele ano, permanecendo nesta colocação por oito semanas.
Foi premiado com um disco de ouro pela Disc por um milhão de cópias vendidas em 1970. Fontes posteriores, no entanto, indicam que este número só foi alcançado em 2004.
A canção ganhou versões cover por diversos artistas, entre eles Wilson Pickett, Bob Marley and the Wailers e Tom Jones. Já foi abertura de várias séries e programas de TV. Tais como Cake Boss em sua 5ª temporada. A música foi tema de abertura da telenovela Despedida de Solteiro, exibida pela Rede Globo entre 1992 e 1993.
Em 2017 a canção foi regravada pela atriz Ashleigh Murray para a trilha sonora da série Riverdale.
Esta música foi criada para o desenho The Archies, onde o grupo desvendava mistérios e tocavam em uma banda, seu sucesso foi tão grande que resolveram então criar a banda para fazer shows.